# Madan (Bulgarien)
Madan [mɐˈdan] (bulgarisch Мадан) ist eine Stadt in Südbulgarien, in der Oblast Smoljan, in der Nähe der Stadt Rudosem. Madan ist das administrative Zentrum der Gemeinde Madan.
Madan liegt im Rhodopen-Gebirge, 30 km südöstlich von Smoljan, 120 km südlich von Plowdiw.

## Gemeinde Madan

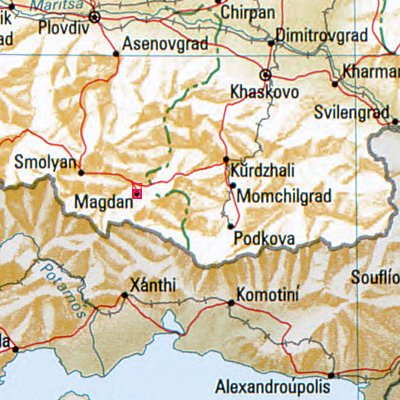
Madan (rotes Viereck) – Bulgarien – Nachbarorte: Smoljan, Kardschali, Momtschilgrad, Podkowa, Plowdiw, Chaskowo, Swilengrad, Xanthi, Komotini

Die Gemeinde Madan hat 15500 Einwohner, eine Fläche von 175 km² und liegt in den Westrhodopen. Die Nachbargemeinden sind die Gemeinden Rudosem, Slatograd, Nedelino, Ardino, Banite und Smoljan. Die mittlere Höhe über NN ist 700 m. Das Terrain ist überwiegend hügelig bzw. hat Mittelgebirgscharakter. Die Wände der Täler sind sehr steil. Die Waldfläche beträgt 13.125 ha (131 km²). Das Verhältnis von Laubbäumen zu Nadelbäumen beträgt 25:75.

## Geschichte
Madan ist eine alte Bergbausiedlung. Die Gewinnung von Bleierz begann in dieser Region im 4. bis 5. Jahrhundert v. Chr. durch den thrakischen Stamm Koilaleti. In den Schächten wurden Werkzeuge der Bergleute aus dem Mittelalter gefunden.
Heute ist der überwiegende Teil der Bevölkerung von Madan moslemisch. In der Stadt gibt es drei Moscheen und eine orthodoxe Kirche Sweti Georgi Pobedonosez (Свети Георги Победоносец).
Seit 2008 ist die Stadt Namensgeber für den Madan Saddle auf Smith Island in der Antarktis.

## Wirtschaft
Bis in die 1980er Jahre war der Bergbau der wichtigste Wirtschaftszweig. Die Strukturreformen 1999 wurde die staatliche Firma Gorubso-Madan (bulg. Горубсо-Мадан) liquidiert. Von dem Betrieb sind 80 % in das russisch-türkische Konsortium Rhodop-Investment übergegangen.
Von großer Bedeutung für die Region ist die Minstroj-Rhodop AG (bulg. АД “Минстрой-Родопи”), die sich außer mit Bergbau auch mit Bauvorhaben, Pipelines, Montagen, Industrietätigkeit, Handels- und Außenhandelstätigkeit beschäftigt.
In der letzten Zeit entwickelt sich in der Stadt die Konfektionsindustrie.

## Museen
1984 wurde in Madan ein Kristallsaal – Rhodopen-Kristall – eröffnet, der eine Sammlung von 581 Stücken von Mineralien umfasst, die in der Region gefunden wurden.
Weiterhin gibt es ein Bergbaumuseum in der Stadt.

## Sonstiges
Der Stadtfeiertag und der Tag des Bergarbeiters wird am letzten Sonntag im August begangen.